# Carmine Nicolao Caracciolo

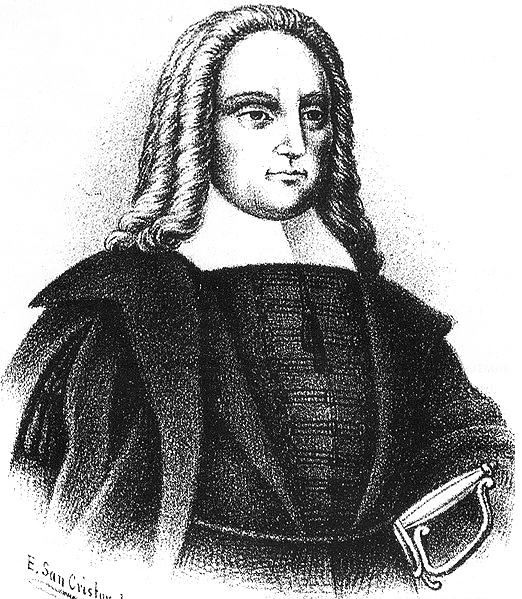
Carmine Caracciolo, Príncipe de Santo Buono

Carmine Nicolao Caracciolo, Reichsfürst (príncipe) von Santo Buono, Herzog (duque) von Castel di Sangro, Markgraf (marqués) von Bucchianico, Graf (conde) von Esquiavi, von Santo Vido und von Capracota, Baron von Monteferrante, spanischer Grande (für den zweiten Vornamen sind auch Varianten der Schreibweise von Nicolas / Nicola / Niccolo überliefert) (* 5. Juli 1671 in Bucchianico bei Neapel; † 26. Juli 1726 in Madrid) war ein italienischer Historienmaler. Er war ein spanischer Kolonialverwalter italienischer Herkunft und amtierte von 1717 bis 1720 als Vizekönig von Peru.

## Leben
Caracciolo entstammte einer Familie des neapolitanischen Hochadels, die als Reichsfürsten des Heiligen Römischen Reiches fungierten. Sein Vater Marino Caracciolo war der vierte Reichsfürst von Santo Buono. Carmine Caracciolo heiratete Constanza Ruffo, die Tochter des Herzogs von Bragnara, mit der er 14 Kinder hatte. Sein Interesse an Wissenschaft und Kunst brachte ihn in die „Akademie“ von Luis Francisco de la Cerda, Herzog von Medinacelli, dem spanischen Vizekönig von Neapel von 1695 bis 1702. Carmine Caracciolo wurde als Botschafter Neapels nach Rom und Venedig entsandt.
1707 eroberten die Habsburger unter Wirich Philipp Graf Daun im spanischen Erbfolgekrieg das bis dahin zu Spanien gehörende Königreich Neapel. Caracciolo stellte sich auf die Seite der (später siegreichen) Bourbonen.
1711 ließ er sich in Spanien am Hofe König Philipps V. nieder, der ihn 1713 zum Vizekönig von Peru ernannte. Erst Ende 1715 schiffte er sich von Cádiz aus Richtung Südamerika ein. Auf der Überfahrt verstarb seine Frau kurz nach der Geburt seines vierzehnten Kindes; der Tod löste bei Caracciolo offenbar eine bleibende Depression aus. Im Januar 1716 erreichte er Cartagena, wo er befahl, den (direkten und nicht bezollten) blühenden Handel mit den Franzosen über Portobelo als Schmugglerei zu unterbinden. Diese Bemühungen setzte er auch als Vizekönig fort und belegte den Handel mit Auswärtigen mit drakonischen Strafen.
Im Oktober 1716 zog er feierlich in Lima ein und übernahm die Amtsgeschäfte als Vizekönig von Diego Morcillo Rubio de Auñón, dem Erzbischof von Charcas.
1717 wurden per Order aus Madrid die Verwaltungsbezirke der Real Audiencias von Bogotá, Quito und Panamá aus dem Vizekönigreich Peru abgetrennt und in einem neugegründeten Vizekönigreich Neugranada zusammengefasst. Dies führte immer wieder zu Streitereien um die Zuständigkeiten, die verschärft wurde durch Konflikte zwischen weltlicher und kirchlicher Rechtsprechung.
1719 und 1720 starben bei Typhus-Epidemien bis zu 60.000 Menschen.
Am 15. August 1719 war in Lima eine Sonnenfinsternis zu beobachten.
Caracciolo schlug dem König vor, das System der Encomienda zu reformieren und insbesondere die Verpflichtung der Einheimischen, Frondienste zu leisten, abzuschaffen. Die Vorschläge wurden allerdings abgelehnt.
Nach drei Jahren im Amt bat Caracciolo die Krone um seine Ablösung, um nach Europa zurückkehren zu dürfen. Der Hof entsprach diesem Wunsch und benannte den Erzbischof von Charcas, Diego Morcillo, zu seinem Nachfolger. Dieser trat sein Amt am 26. Januar 1720 an. Caracciolo kehrte nach Europa zurück und erreichte Cádiz Mitte 1721.
Mit dem Ende des spanischen Erbfolgekrieges konnte er wieder auf seine Ländereien in Süditalien zurückkehren, wo er 1727 starb.